# 西伯利亚布哈拉人
西伯利亚布哈拉人，是十七世紀在西伯利亚做生意的布哈拉汗国商人，他们多数是维吾尔人与烏兹别克人。他们被鞑靼人称为撒尔塔人。
他们保留了相当民族特色与人数，1923年时有23671。他们多数分布于托博尔斯克、图拉、秋明与阿斯特拉罕。